# Jean-Pierre Morel
Jean-Pierre Morel, né en 1940, est traducteur et critique littéraire. 
Ancien chargé de recherches au C.N.R.S. et professeur de littérature comparée à l'Université de Nantes, il est actuellement professeur émérite de littérature comparée à la Sorbonne Nouvelle.

## Publications
- Le Mural, coll. « Les Lettres Nouvelles », Denoël, 1969.
- Le siècle de Kafka : Němcová, Avenarius, Masaryk, Kubin, Gordin... ,  avec Yasha David, Centre Pompidou, 1984  (ISBN 978-2-85850-252-3).
- Le roman insupportable. L'Internationale littéraire et la France, 1920-1932, coll. « Bibliothèque des idées », Gallimard, 1986.
- Dos Passos, « Manhattan transfer », coll. « Études littéraires », PUF, 1990.
- L'hydre et l'ascenseur. Essai sur Heiner Müller, coll. « Penser le théâtre », Circé, 1996.
- John Dos Passos. Multiplicité et solitude, coll. « Voix américaines », Belin, 1998.
- Le Procès de Franz Kafka. Essai et dossier, coll. « Foliothèque », Gallimard, 1998.
- Le Château de Franz Kafka. Essai et dossier, coll. « Foliothèque », Gallimard, 2008.
- Jean-Pierre Morel, Wolfgang Asholt et Georges-Arthur Goldschmidt (dir.), Dans le dehors du monde. Exils d'écrivains et d'artistes au XXe siècle, Presses de la Sorbonne Nouvelle, 2010.

## Traductions (parfois en collaboration)
- Bertolt Brecht, Le roman des Tuis, fragment, L'Arche, 1979.
- Heiner Müller, La Bataille, et autres textes, Minuit, 1988.
- Marina Tsvétaeva, Phèdre, Actes Sud, 1991. (traduit du russe)
- Heiner Müller, Ciment (d'après Gladkov), suivi de La correction, Minuit, 1991.
- Heiner Müller, Profession arpenteur. Entretiens, nouvelle série (1939-1995), Éditions théâtrales, 2000.
- Heiner Müller, L'homme qui casse les salaires. La construction. Tracteur, Éditions théâtrales, 2000.
- Heiner Müller, Macbeth, d'après Shakespeare, Minuit, 2006.